# 9768 Stephenmaran
A 9768 Stephenmaran (ideiglenes jelöléssel 1992 GB1) a Naprendszer kisbolygóövében található aszteroida. Carolyn Shoemaker és Eugene Merle Shoemaker fedezte fel 1992. április 5-én.